# Šen Ce-min
Šen Ce-min (čínsky pchin-jinem Shěn Zémín, znaky zjednodušené 沈泽民, tradiční 沈澤民; 23. června 1900 – 20. listopadu 1933) byl čínský komunistický revolucionář, spisovatel a překladatel, začátkem 30. let jeden z předních představitelů Komunistické strany Číny. Během studií v Moskvě ve druhé polovině 20. let patřil k osmadvaceti bolševikům, po návratu do Číny byl přijat mezi kandidáty jejího ústředního výboru (v lednu 1931), krátce vedl oddělení propagandy ústředního výboru (leden–duben 1931). Poté řídil stranickou organizaci v sovětské oblasti E-Jü-Wan na pomezí provincií Chu-pej, Che-nan a An-chuej.

## Život
Šen Ce-min se narodil roku 1900 v okresu Tchung-siang v provincii Če-ťiang v rodině advokáta. V roce 1912 byl přijat na provinční střední školu v Chu-čou. V letech 1916–1919 studoval na inženýrské škole v Nankingu. Během studií v Nankingu se pod vlivem ruské Říjnové revoluce a hnutí 4. května začal zajímat o politiku a literaturu, na škole se spřátelil s Čang Wen-tchienem, se kterým sdílel literární zájmy. Studium v Nankingu nedokončil, protože roku 1919 odešel za starším bratrem Mao Tunem do Šanghaje. V Šanghaji roku 1920 vstoupil do právě vzniklého Socialistického svazu mládeže Číny. Na podzim 1920 odjel s Čang Wen-tchienem do Japonska k dalšímu studiu, po půl roce se vrátil do Číny. Roku 1921 vstoupil do Komunistické strany Číny. Začátkem roku 1922 byl zvolen do ústředního výboru Socialistického svazu mládeže Číny.
V následujících letech se věnoval literární teorii a kritice, překládal z angličtiny (a později ruštiny) do čínštiny díla evropských autorů (Oscar Wilde, Romain Rolland, Petr Kropotkin a další). Překládal nikoliv do klasické, ale do hovorové čínštiny, paj-chua, jako jeden z průkopníků prosazujících používání paj-chua jako jazyka literatury. Od roku 1924 působil jako docent na Šanghajské univerzitě. Oženil se se svou studentkou Čang Čching-čchiou.
Na přelomu let 1925 a 1926 odcestovali Šen a Čang Čching-čchiou do Sovětského svazu, kde studovali na Sunjatsenově univerzitě, během studia se zařadil mezi ortodoxní stoupence stalinské politiky, po jednom z hlasování o sporných otázkách přezdívaných osmadvacet bolševiků. V Moskvě se Šenovi a Čang narodila dcera, kterou pojmenovali Ma. Zanechali ji v Moskvě, když se v roce 1930 vrátili do Číny. Šen Ce-min cestoval přes Francii, do Číny se vrátil koncem léta 1930. Čang na podzim 1930 jela přes Sibiř.
V lednu 1931 se jako host zúčastnil zasedání ústředního výboru, na kterém byl přibrán mezi kandidáty ústředního výboru KS Číny, současně od ledna do dubna 1931 řídil oddělení propagandy ústředního výboru. V dubnu 1931 byl vyslán do sovětské oblasti E-Jü-Wan na pomezí provincií Chu-pej, Che-nan a An-chuej, společně s Čang Kuo-tchaem a Čchen Čchang-chaem. Trojice převzala vedení oblasti, přičemž Čang měl celkové vedení, Šen Ce-min řídil organizaci strany a zázemí a Čcheng Čchang-chao převzal vojenské záležitosti, když se od listopadu 1931 stal komisařem vojenských jednotek oblasti (4. frontu). Když v srpnu 1932 pod tlakem kuomintangských armád většina komunistických vojsk odešla z oblasti na západ, oddíly ponechané na místě (25. sbor), aby pokračovaly v partyzánském boji v regionu, vedl Šen Ce-min jako představitel strany a Sü Chaj-tung jako vojenský velitel.
Šen Ce-min zemřel 20. listopadu 1933 na plicní chorobu.